# Mika Biereth
Mika Miles Biereth (* 8. Februar 2003 in London) ist ein dänisch-englischer Fußballspieler. Nachdem er beim FC Fulham ausgebildet worden war, steht der Stürmer seit 2025 bei der AS Monaco unter Vertrag. Des Weiteren ist der britisch-dänische Doppelstaatsbürger auch dänischer U21-Nationalspieler.

## Karriere

### Laufbahn im Verein
Mika Biereth kam einst in die Fußballschule des FC Fulham und spielte bis 2021 für den Verein, dabei kam er auch zu Einsätzen für die Reservemannschaft. Dann wechselte er Ende des Monats Juli innerhalb Londons zum FC Arsenal, wo er einen Profivertrag erhielt. Biereth stand in manchen Spielen der Profimannschaft im Spieltagskader, kam allerdings nicht zum Einsatz und sammelte stattdessen Spielpraxis in der Reservemannschaft. Für diese kam er in der Premier League 2 zu 21 Einsätzen und schoss dabei elf Tore, zudem lief er mit seiner Mannschaft in der EFL Trophy auf und erreichte mit Arsenal das Viertelfinale. Dabei kam Mika Biereth zu fünf Spielen (ein Tor).
Da er Spielpraxis erhalten sollte, wurde er im Sommer 2022 auf Leihbasis in die Niederlande an RKC Waalwijk verliehen. Verletzungsbedingt kam Biereth nicht wirklich zu viel Spielpraxis und hatte für die Brabanter in lediglich 12 der 34 Saisonpartien spielen können, wobei ihm zwei Treffer gelangen. Da sein Leihvertrag nicht verlängert wurde, folgte die Rückkehr zum FC Arsenal. Die „Gunners“ verliehen ihn am 3. August 2023 nach Schottland an Erstligist FC Motherwell. Relativ am Anfang seiner Leihe verletzte sich Biereth am Knie, doch nachdem er sich auskuriert hatte, erkämpfte er sich einen Platz in der Stammelf, wobei er oftmals als Mittelstürmer eingesetzt wurde. Dabei kam er in 14 Partien zum Einsatz und schoss sechs Tore. Dennoch wurde der Leihvertrag am 18. Januar 2024 wieder aufgelöst.
Am Tag danach verlieh Arsenal Biereth nach Österreich an den SK Sturm Graz. Während der Leihe kam er zu 15 Einsätzen in der Bundesliga, in denen er fünfmal traf. Mit Sturm gewann er am Saisonende das Double aus Meisterschaft und Pokal. Im Juli 2024 verpflichteten die Grazer Biereth anschließend fest und statteten ihn mit einem bis 2028 laufenden Vertrag aus. Bis zur Winterpause der Saison 2024/25 kam er zu weiteren 16 Einsätzen, in denen er elfmal traf. Damit schloss er den Herbstdurchgang als bester Torschütze der Liga ab.
In Folge zog es Biereth im Januar 2025 in die französische Ligue 1 zur AS Monaco, bei der er einen bis 2029 laufenden Vertrag erhielt. Dort konnte er sich direkt als Stammspieler durchsetzen, wobei ihm in den ersten sieben Spielen mit der neuen Mannschaft bereits zehn Treffer gelangen, davon dreimal per Hattrick.

### Nationalmannschaft
Mika Biereth hätte sowohl für sein Geburtsland England als auch für Deutschland, Bosnien und Herzegowina und Dänemark – die Herkunftsländer seiner Eltern – auflaufen können und entschied sich in der Jugend zugunsten des dänischen Fußballverbands. Er gab am 6. Oktober 2021 beim 2:0-Sieg im EM-Qualifikationsspiel im tschechischen Frýdek-Místek gegen Nordirland sein Debüt für die dänische U19-Nationalmannschaft. Bis Ende des Jahres kam er auf fünf Einsätze und schoss dabei zwei Tore. Seit März 2023 läuft Biereth für die U21 der Dänen auf.
Am 11. März 2025 wurde er vom dänischen Nationaltrainer Brian Riemer für den Kader der A-Nationalelf der Dänen für das Viertelfinale in der UEFA Nations League gegen Portugal nominiert. Der Deutsche Fußball-Bund hatte zuvor prüfen lassen, ob Biereth auch für Deutschland auflaufen könnte, musste allerdings auf ihn verzichten, da ein Verbandswechsel nicht mehr möglich war, weil er bei seinem letzten Einsatz für die dänische U21-Auswahl bereits über 21 Jahre alt gewesen war. Laut Bundestrainer Julian Nagelsmann habe sich Biereth bereits für den DFB entschieden gehabt.

## Erfolge
- Österreichischer Meister: 2024, 2025
- Österreichischer Cupsieger: 2024

## Persönliches
Mika Biereth ist Sohn einer bosnischen Mutter und eines Vaters mit sowohl dänischen als auch deutschen Wurzeln. Er selbst wurde in London geboren und wuchs anschließend auch in England auf.